# Chant de guerre parisien
Chant de guerre parisien est un poème d'Arthur Rimbaud. Il fait partie, avec Mes petites amoureuses et Accroupissements, des poèmes qui accompagnent la lettre envoyée par le poète à Paul Demeny le 15 mai 1871, appelée traditionnellement la « Seconde lettre du voyant ».
Vraisemblablement inspiré du Chant de guerre circassien de François Coppée, qu'il parodie en reprenant, outre le titre, la structure métrico-strophique (huit quatrains d'octosyllabes à rimes croisées), Chant de guerre parisien institue la « poésie objective » dont Rimbaud annonçait l'avènement dans la lettre adressée à Georges Izambard du 13 mai 1871. Cette objectivité ne doit toutefois pas être comprise comme une adhésion à une esthétique de l'impersonnalité et de l'impassibilité, telle que l'avait théorisée un Leconte de Lisle : en prise directe avec l'histoire immédiate, ce « psaume d'actualité » (c'est ainsi que Rimbaud présente ce poème dans sa lettre) est un pamphlet contre les Versaillais, au moment où le gouvernement Thiers s'apprête à écraser la Commune, pour laquelle le jeune poète s'était enthousiasmé.